# Världsmästerskapen i teamåkning 2005
Världsmästerskapen i teamåkning 2005 arrangerades i Göteborg, och vanns av Team Surprise från Sverige.

## Medaljer
- Guld: Team Surprise, Sverige
- Silver: Team Rockettes, Finland
- Brons: Team Marigold, Finland

Sverige hade med två lag i VM 05, Team Surprise, Landvetters KK och Team Seaside, Tjörns KK.
Surprise åkte till musik av Celine Dion - To Love You More i det korta och ett medley av Michael Jackson i deras långa. Team Surprise har vunnit VM 4 gånger sen det första officiella VM:et hölls.

### Fotnoter
1. ↑  Jakob Lundberg (23 april 2005). ”Team Surprise vann VM-guld”. Dagens Nyheter. http://www.dn.se/sport/team-surprise-vann-vm-guld/. Läst 1 augusti 2014.